# Dougray Scott

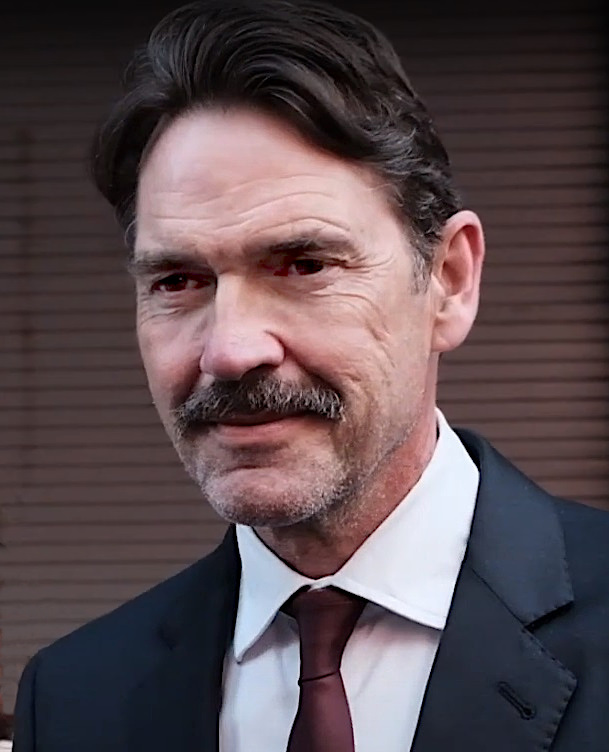
Dougray Scott (2023)

Dougray Scott (* 25. November 1965 in Glenrothes, Fife, Schottland) ist ein britischer Schauspieler.

## Leben
Scott tritt seit 1990 als Schauspieler in Film und Fernsehen in Erscheinung. Seine bisher größten Rollen hatte er als Bösewicht in Mission: Impossible II (2000) sowie mit der Hauptrolle in Enigma – Das Geheimnis (2001). Im September 2004 tauchte das Gerücht auf, dass er als Nachfolger von Pierce Brosnan in der Rolle des James Bond im Gespräch sei, die am Ende Daniel Craig bekam.
Dougray Scott hat mit seiner Ex-Frau Sarah Trevis Zwillinge, einen Jungen und ein Mädchen, geboren 1998. Im Jahr 2007 heiratete Dougray Scott die Schauspielerin Claire Forlani in ihrem elterlichen Haus in Pievebovigliana in Italien. Das Paar hatte sich rund eineinhalb Jahre zuvor durch einen gemeinsamen Freund kennengelernt.
Dougray Scott sollte im Jahr 2000 die Rolle des Wolverine im nahezu gleichzeitig realisierten Film X-Men übernehmen. Als die Dreharbeiten zu Mission Impossible II den geplanten Zeitrahmen überschritten, musste Scott die Rolle abgeben, die dann Hugh Jackman erhielt.
Scotts Schaffen umfasst mehr als 75 Film- und Fernsehproduktionen.

## Filmografie (Auswahl)

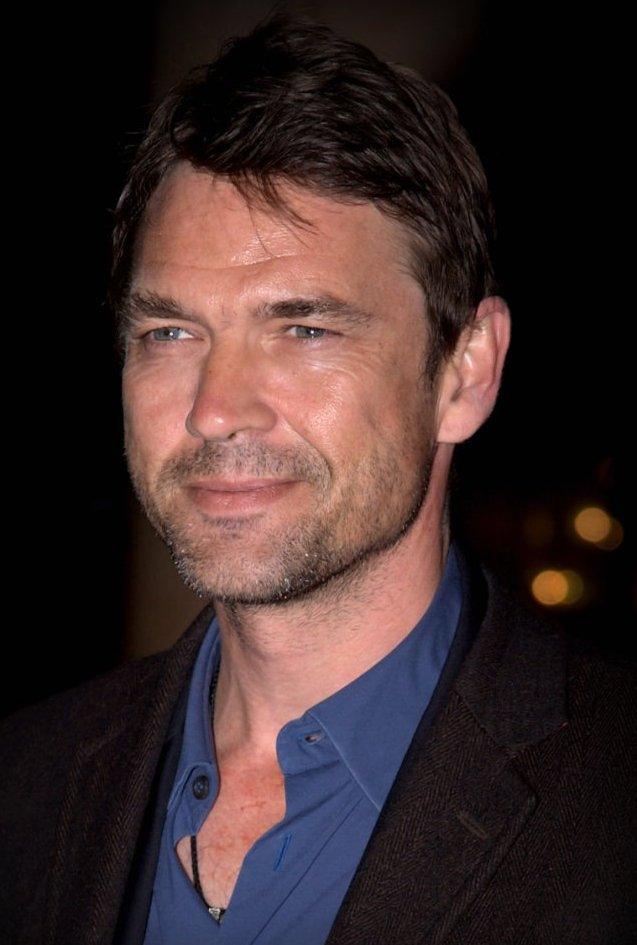
Dougray Scott (2010)

- 1994: Prinzessin Caraboo (Princess Caraboo)
- 1995: Soldier Soldier (Fernsehserie, 11 Folgen)
- 1997: Expedition in die Geisterschlucht (The Place of the Dead, Fernsehfilm)
- 1997: Das Chaoten-Kaff (Twin Town)
- 1997: 9½ Wochen in Paris (Love in Paris)
- 1997: Regeneration
- 1998: Deep Impact
- 1998: Auf immer und ewig (Ever After: A Cinderella Story)
- 1999: Lover oder Loser (This Year’s Love)
- 2000: Der Mann der 1000 Wunder (The Miracle Maker – The Story of Jesus)
- 2000: Arabian Nights – Abenteuer aus 1001 Nacht (Arabian Nights)
- 2000: Mission: Impossible II
- 2001: Enigma – Das Geheimnis (Enigma)
- 2002: Ripley’s Game
- 2003: To Kill a King
- 2003: Der Poet (The Poet)
- 2004: The Truth About Love – oder: Was du niemals wissen wolltest… (The Truth About Love)
- 2005: Dark Water – Dunkle Wasser (Dark Water)
- 2006: Die Zehn Gebote (The Ten Commandments, zweiteiliger Fernsehfilm)
- 2006: Perfect Creature
- 2006: Der Diamanten-Job (Heist, Fernsehserie, 7 Folgen)
- 2006–2007: Desperate Housewives (Fernsehserie, 18 Folgen)
- 2007: Hitman – Jeder stirbt alleine (Hitman)
- 2008: Dr. Jekyll and Mr. Hyde (Fernsehfilm)
- 2008: Love Me Forever
- 2009: False Witness (Fernsehfilm)
- 2009: Father & Son (Miniserie, 4 Folgen)
- 2009: Die Triffids – Pflanzen des Schreckens (The Day of the Triffids, Miniserie, 2 Folgen)
- 2010: New Town Killers
- 2011: Glaube, Blut und Vaterland (There Be Dragons)
- 2011: United (Fernsehfilm)
- 2011: Love’s Kitchen – Ein Dessert zum Verlieben (Love’s Kitchen)
- 2011: A Thousand Kisses Deep
- 2011: My Week with Marilyn
- 2012: Sindbad (Sinbad, Fernsehserie, eine Folge)
- 2012: Death Race: Inferno (Death Race 3: Inferno)
- 2012: Doctor Who (Fernsehserie, eine Folge)
- 2013: Last Passenger
- 2013: The Wrong Mans – Falsche Zeit, falscher Ort (The Wrong Mans, Fernsehserie, 2 Folgen)
- 2013–2014: Hemlock Grove (Fernsehserie, 23 Folgen)
- 2014: 96 Hours – Taken 3 (Taken 3)
- 2015: The Rezort
- 2015: The Vatican Tapes
- 2015: Tiger House
- 2016: Fear the Walking Dead (Fernsehserie, 2 Folgen)
- 2016: London Town
- 2017: The Replacement (Miniserie, 3 Folgen)
- 2017–2018: Snatch (Fernsehserie, 21 Folgen)
- 2019: Departure (Fernsehserie, 4 Folgen)
- 2019: Angriff aus der Tiefe (Sea Fever)
- 2019–2021: Batwoman (Fernsehserie)
- 2023: Irenas Geheimnis (Irena’s Vow / Przysięga Ireny)
- 2025: Exterritorial
- 2025: My Oxford Year